# Москвитино (Амурская область)
Москви́тино — село в Свободненском районе Амурской области, Россия. Административный центр Москвитинского сельсовета.
Названо в честь землепроходца Ивана Москвитина (жил в середине XVII века, точные годы неизвестны).

## География
Село Москвитино стоит на правом берегу реки Голубая (правый приток реки Зея), примерно в 4 км до её устья.
Село Москвитино расположено на автотрассе Свободный — Благовещенск.
Расстояние до районного центра города Свободный (на север, через пос. Подгорный) — около 26 км.
На юго-восток от села Москвитино идёт дорога к пос. Источный.

## Население
| 2002 | 2010 | 2012 | 2013 | 2014 | 2015 | 2016 |
| ---- | ---- | ---- | ---- | ---- | ---- | ---- |
| 517  | ↘447 | ↗463 | ↗483 | ↘466 | ↘450 | ↘443 |
| 2017 | 2018 |      |      |      |      |      |
| ↘432 | ↘425 |      |      |      |      |      |